# Aukščiausioji lyga 1967
L'edizione 1967 dell'Aukščiausioji lyga fu la ventitreesima come campionato della Repubblica Socialista Sovietica Lituana; il campionato fu vinto dal Saliutas Vilnius, giunto al suo 3º titolo.

## Formula
Il numero di squadre rimase fermo a 15: oltre alla retrocessa Elektra Mažeikiai, Vimpelas Kaunas e Cementininkas Naujoji Akmenė rinunciarono all'iscrizione; Chemikas Klaipėda, Banga Kaunas e Žalgiris Naujoji Vilnia presero il loro posto.
Le 15 formazioni si incontrarono in gironi di andata e ritorno, per un totale di 28 incontri per squadra.

## Classifica finale
|                        | Pos. | Squadra                 | Pt | G  | V  | N  | P  | GF | GS | DR  |
| ---------------------- | ---- | ----------------------- | -- | -- | -- | -- | -- | -- | -- | --- |
| RSS Lituana (bandiera) | 1.   | Saliutas Vilnius        | 43 | 28 | 17 | 9  | 2  | 43 | 11 | +32 |
|                        | 2.   | Inkaras Kaunas          | 40 | 28 | 16 | 8  | 4  | 33 | 14 | +19 |
|                        | 3.   | Nevėžis                 | 37 | 28 | 13 | 11 | 4  | 34 | 12 | +22 |
|                        | 4.   | Statyba Panevėžys       | 36 | 28 | 16 | 4  | 8  | 42 | 19 | +23 |
|                        | 5.   | Minija Kretinga         | 33 | 28 | 11 | 11 | 6  | 36 | 25 | +11 |
|                        | 6.   | Politechnika Kaunas     | 30 | 28 | 11 | 8  | 9  | 34 | 26 | +8  |
|                        | 7.   | Statybininkas Šiauliai  | 29 | 28 | 9  | 11 | 8  | 35 | 26 | +9  |
|                        | 8.   | Žalgiris Naujoji Vilnia | 26 | 28 | 7  | 12 | 9  | 28 | 27 | +1  |
|                        | 9.   | Atletas Kaunas          | 26 | 28 | 7  | 12 | 9  | 19 | 23 | +1  |
|                        | 10.  | Lima Kaunas             | 25 | 28 | 10 | 5  | 13 | 26 | 38 | -12 |
|                        | 11.  | Linų Audiniai Plungė    | 22 | 28 | 9  | 4  | 15 | 18 | 39 | -21 |
|                        | 12.  | Chemikas Klaipėda       | 20 | 28 | 7  | 6  | 15 | 19 | 39 | -20 |
|                        | 13.  | Banga Kaunas            | 18 | 28 | 5  | 8  | 15 | 17 | 39 | -22 |
|                        | 14.  | Baltija Klaipėda        | 18 | 28 | 7  | 4  | 17 | 16 | 47 | -31 |
|                        | 15.  | Elnias Šiauliai         | 17 | 28 | 6  | 5  | 17 | 22 | 37 | -15 |